# Stefano Ludovico Straneo
Stefano Ludovico Straneo (Turijn, 6 juni 1902 - Milaan, 9 december 1997) was een Italiaanse entomoloog. Zijn tweede naam wordt ook wel geschreven als Lodovico.
Straneo's vakgebied in de entomologie was dat van de kevers (coleoptera) en hij was gespecialiseerd in de familie van de loopkevers (Carabidae). Hij beschreef vele van deze loopkeversoorten voor het eerst.
Zijn collecties Coleoptera: Carabidae en Paussidae worden bewaard in het Museo Civico di Storia Naturale Milano.

## Enkele werken
- 1984 - Two new species of Pterostichini (Coleoptera, Carabidae) in the collections of the Museum of Natural History of the Humboldt University of Berlin.
- 1984 - Un nuovo genere del Camerun della tribu Pterostichini (Coleoptera Carabidae).
- 1983 - Nuovi pterostichini asiatici (Coleoptera, Carabidae).
- 1984 - Un nuovo Pterostichus dell'Anatolia occidentale (Col., Carabidae).
- 1984 - Sul genre Amolopsa Strand (Coleoptera Carabidae).